# Stefanie Ernst
Stefanie Ernst (* 17. November 1965) ist eine deutsche Soziologin und Professorin für Soziologie im Institut der Sozialwissenschaften an der Westfälischen Wilhelms-Universität Münster.

## Leben
Stefanie Ernst studierte Soziologie, Ethnologie, Neuere und Neueste Geschichte an der Philipps-Universität Marburg und an der Westfälischen Wilhelms-Universität Münster. Sie promovierte 1998 an der Universität Hamburg.
Von 2005 bis 2011 war Stefanie Ernst Juniorprofessorin für Soziologie an der Universität Hamburg. 2011/12 fungierte sie als Vertretungsprofessorin für Makrosoziologie am Institut für Soziologie der Universität Magdeburg. Seit 2012 ist sie als Professorin und Geschäftsführende Direktorin des Instituts für Soziologie an der Westfälischen Wilhelms-Universität Münster tätig. Ihre Forschungsschwerpunkte sind Arbeit, Wissen, Organisation und Geschlecht.

## Schriften (Auswahl)

### Monographien
- mit Hermann Korte:  Soziologie. 2. Auflage, UVK-Verlagsgesellschaft, Konstanz 2011. ISBN 978-3-8252-3616-8.
- Prozessorientierte Methoden in der Arbeits- und Organisationsforschung. Eine Einführung, Wiesbaden 2010. ISBN 978-3-531-15979-9.
- Manual Lehrevaluation, Wiesbaden 2008. ISBN 978-3-531-15980-5.
- Geschlechterverhältnisse und Führungspositionen. Eine figurationssoziologische Analyse der Stereotypenkonstruktion, Opladen 1999. ISBN 3-531-13322-5.
- Machtbeziehungen zwischen den Geschlechtern. Wandlungen der Ehe im ‚Prozess der Zivilisation‘. Opladen 1996. ISBN 3-531-12803-5.

### Aufsätze
- mit Christoph Weischer und Behrouz Alikhani: Changing Power Relations and the Drag Effects of Habitus: Theoretical and Empirical Approaches in the Twenty-First Century; An Introduction. In: Historical Social Research, 42 (2017) 4; S. 7–21, urn:nbn:de:0168-ssoar-55302-8.

### Herausgaben
- Auf der Klaviatur der sozialen Wirklichkeit. Studien – Erfahrungen – Kontroversen, Festschrift für Benno Biermann. Münster 2004. ISBN 3-8309-1290-0
- Mit Andrea Bühmann: Care or Control of the Self. Norbert Elias, Michel Foucault and the Subject in the 21st Century. Newcastle upon Tyne 2010.
- Mit Hermann Korte (Hrsg.), Gesellschaftsprozesse und individuelle Praxis. Vorlesungsreihe zur Erinnerung an Norbert Elias.  Springer VS, Wiesbaden 2017, ISBN 978-3-658-16316-7.